# 6SN7

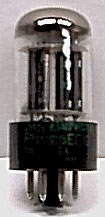
Vàlvula 6SN7GT nova (en els anys 80)

La vàlvula 6SN7 és un tríode dual amb una base octal. Encara que les vàlvules octals de la sèrie 6S es troben normalment encapsulades en metall, la 6SN7 es troba amb un encapsulament de vidre tipus GT. La 6SN7 consta bàsicament de dos tríodes 6J5 en una vàlvula.

## Història
Originalment publicada el 1939, va ser oficialment registrada el 1941 com a vàlvula 6SN7G. Durant la Segona Guerra Mundial, va ser llançada una versió lleugerament millorada amb el nom de 6SN7A, i fins i tot després es va fer una versió encara més millorada, la 6SN7W, per a usos militars.
En l'època del sorgiment de la televisió, la 6SN7 era apta per a ser usada com amplificadora vertical del tub de raigs catòdics. Quan la mida de les pantalles es va anar engrandint, la vàlvula ja no era apta a causa del seu poc voltatge i potència per les pantalles grans. Per solucionar-ho, es van fer versions millorades amb més voltatge i potència anomenades 6SN7GTA (General Electric, 1950) i 6SN7GTB (General Electric, 1954). La 6SN7GTA tenia una dissipació d'ànode de fins a 5 W. La 6SN7GTB és idèntica a la 6SN7GTA excepte pel fet que té un escalfament de filament controlat per ser utilitzada en les televisions amb els filaments en sèrie de 600 mA.
La 6SN7 necessita 6,3 V a 600 mA de voltatge i amperatge per encendre el filament. L'equivalent amb un filament de 12 V és la 12SN7GT o 12SN7GTA (12,6 V, 300 mA). També hi va haver rares vàlvules 8SN7 (8,4 V 450mA).
S'han fabricat nombroses altres variants de la 6SN7 durant anys, incloent-hi la 7N7 (Sylvania 1940, amb base octal), 5692 (RCA 1948, una versió de luxe amb una vida garantida de 10.000 hores), 12SX7 (RCA 1946, pensada per usar-se en l'electrònica de 26 V per a avions), 1633 (RCA 1941, també per ràdios de 26 V), 6042 (1951, una altra com la 1633), i 6.180 (1952). L'indicador militar d'Amèrica per a la 6SN7GA era la VT-231 i l'anglesa era la CV1988. Altres dissenyadors europeus inclouen la ECC32, 13D2 i B65. Cada un dels ordinadors gegants SAGE van usar milers de 5692s com a flip-flops.
La 6SN7 era molt usada com preamplificadora d'àudio en el període dels anys 1940-55, usualment en l'etapa driver dels amplificadors de potència. El dissenyador dels famosos amplificadors Williamson, un dels primers dissenys d'alta fidelitat veritables, va suggerir l'ús de la 6SN7 pel fet que era similar als tríodes britànics que usava en el seu circuit. En la majoria de les aplicacions de després dels anys 50 va ser reemplaçada per la 12AU7 i després per transistor (anys 60).
La 6SN7 fou considerada obsoleta en els anys 60 i era gairebé impossibles de trobar. No obstant això, amb el ressorgiment de l'interès pels amplificadors valvulars es va reprendre la fabricació de les 6SN7s (juntament amb la seva companya de major guany, la 6SL7).
Les 6SN7s se segueixen fabricant avui dia a Rússia i Xina sota el vell designador soviètic de 6N8S, i es continuen usant en alguns amplificadors de vàlvules d'alta fidelitat. La 6SN7 és similar, però no idèntica, a la 12AU7.
La 6CG7 és una vàlvula en miniatura fabricada per la RCA el 1951 que té característiques similars. També es va fabricar una versió de 8,4 V i 450 mA anomenada la 8CG7. Els britànics van fer una vàlvula d'un sol tríode amb característiques idèntiques a un tríode de la 6SN7, la vàlvula L63.